# Cyathula officinalis
Cyathula officinalis es una especie de Cyathula nativa de China en (Guizhou, Hebei, Shanxi, Sichuan, Yunnan, Zhejiang) y Nepal.  Su número en IPNI es 60176-1 (enlace roto disponible en Internet Archive; véase el historial, la primera versión y la última)..

## Taxonomía
Cyathula officinalis fue descrita por Ke Chien Kuan y publicado en Acta Phytotaxonomica Sinica 14(1): 60, pl. 1; pl. 3, f. A; pl. 4, f. A. 1976.
Etimología
Cyathula: nombre genérico. 
officinalis: epíteto latino que significa "planta medicinal de venta en herbarios". 